# Sigvat Tordsson
Sigvat Tordsson (auch Sigvard Tordsson, Sighvatur Þórðarson; * 995 in Island; † um 1047) war ein Skalde im Gefolge Olavs des Heiligen.

## Leben und Werk
Sigvat kam 1015 nach Norwegen, wo sein Vater Gefolgsmann des Königs war. Er wurde nicht nur ein Skalde des Königs, sondern auch sein persönlicher Freund. Von ihm gibt es mehr über Olav als von allen anderen Skalden zusammen. Seine Dichtung ist schlichter und nicht von überbordender Kunstfertigkeit. Seine Freundschaft zum König beeinflusste zwar seine Dichtung, dennoch war er kein Propagandist. Er dichtete auch über Olavs Feinde, so über Knut den Großen und Erling Skjalgsson, nachdem König Olav diesen getötet hatte.
Gleichwohl ist sein Quellenwert begrenzt. Sein Gedicht Erfidrápa ist ein etwa 10 Jahre nach dem Tode Olavs verfasstes Gedächtnisgedicht, in welchem bereits die Olavslegenden ihren Einfluss geltend gemacht haben. In dem Gedicht wird auch die Schlacht bei Stiklestad beschrieben. Dabei schildert er, wie Olav mit dem Schwert nach seinem Hauptgegner Tore schlug, das Schwert aber nicht „biss“, d. h. diesem keine Wunde zufügte, weil dieser von samischem Zauber geschützt worden sei (die Samen galten als zauberkundiges Volk). Hier hat die Heiligenlegende Eingang in das Gedicht genommen, von wo sie sogar nach Snorris Heimskringla weitergewandert ist.
Sigvat schrieb ein Preisgedicht auf Olav II. Haraldssons Frau, Königin Astrid Olofsdottir, von dem drei Strophen erhalten sind. Darin stellt er Astrid als „gute Ratgeberin“ und „eloquent argumentierende, weise Frau dar“. Während die Skaldendichtung ansonsten eine rein männlich orientierte Literaturgattung war, schreckte Sigvat nicht davor zurück, hier Neuland zu betreten und eine Frau zum Gegenstand seines Lobgedichts zu machen.